# سنديان كوبي
سنديان كوبي (الاسم العلمي: Quercus sagraeana)، نوع نبات من جنس السنديان وفصيلة الزانية. هي شجرة دائمة الخضرة متوسطة الحجم موطنها الأصيل غرب كوبا في المنطقة البيئية لغابات الصنوبر الكوبية.